# Франц Лампі
Францішек Ксаверій Лампі (пол. Franciszek Ksawery Lampi; 22 січня 1782, Клагенфурт, Австрія — 22 липня 1852, Варшава) — польський художник італійського походження.

## Біографія
Батько — Йоган Батист Лампі (старший). Вчився в Маурера, Ф'югера і Дювів'є. В 1815 р. поселився в Варшаві, де і жив до кончини, інколи відвідував Німеччину. Писав картини релігійного змісту, пейзажі і портрети, не без художнього значення. Більшість його творів знаходяться в Варшаві і в польських губерніях. Одна з картин («Весталка») зберігається в фондах Тернопільського обласного художнього музею.
Творив у Львові у 1827—1829 рр, мешкав та творив на вул. Поєзуітській (тепер вул. Гнатюка), 11. Твори зберігаються у ЛГМ, у музеях Австрії та Польщі.

## Обрані твори

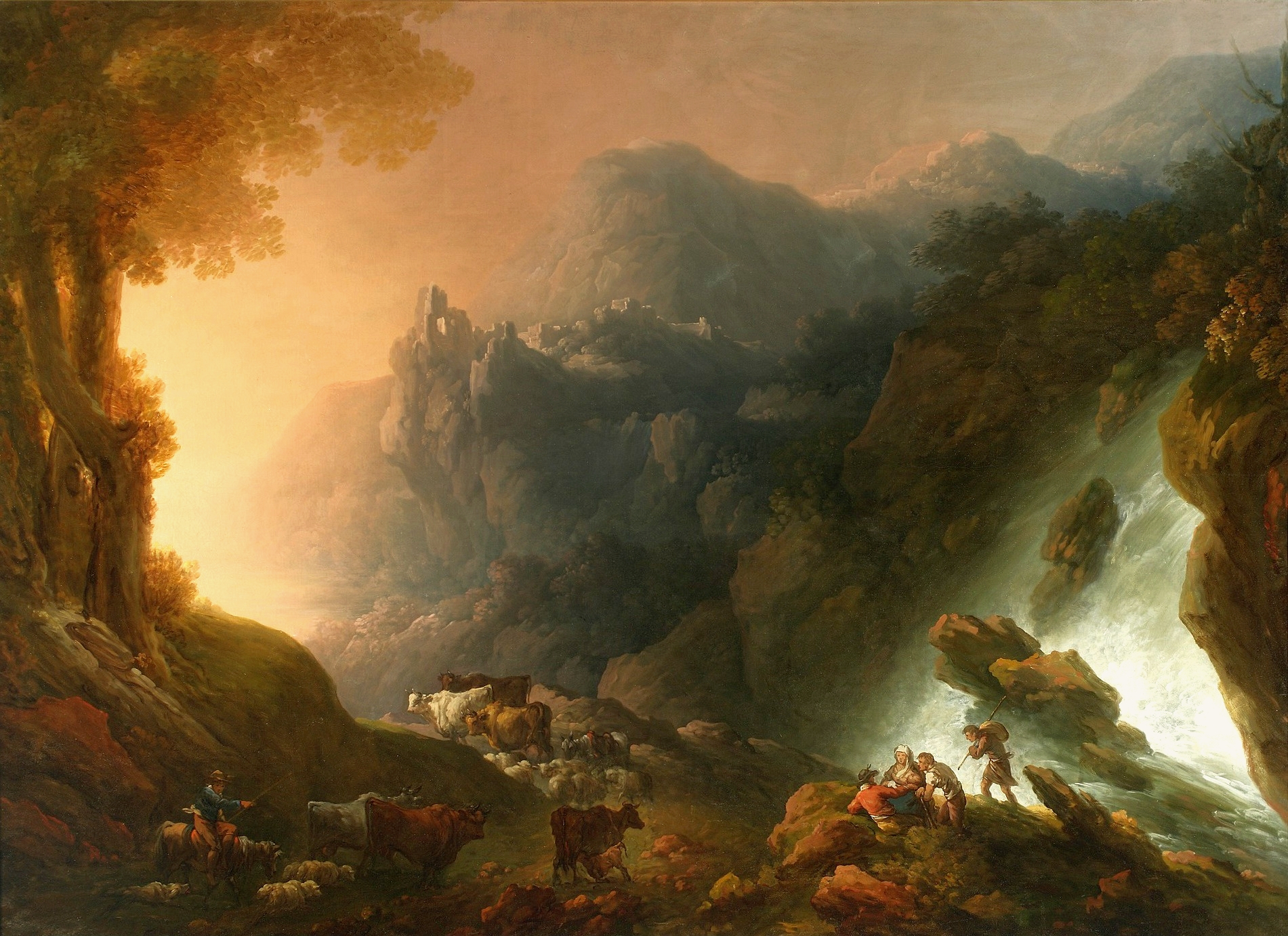
Франц Лампі. «Гірський пейзаж»
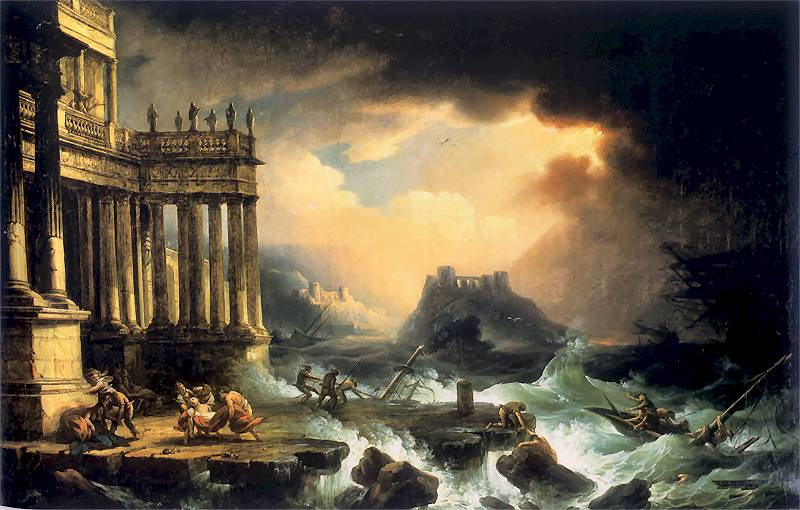
Франц Лампі. «Рятування потерпілих з потонулого човна»
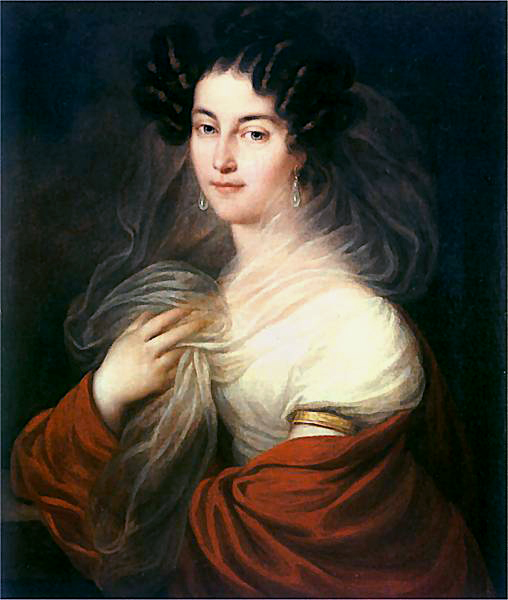
Франц Лампі. «Гелена Сулістровська»
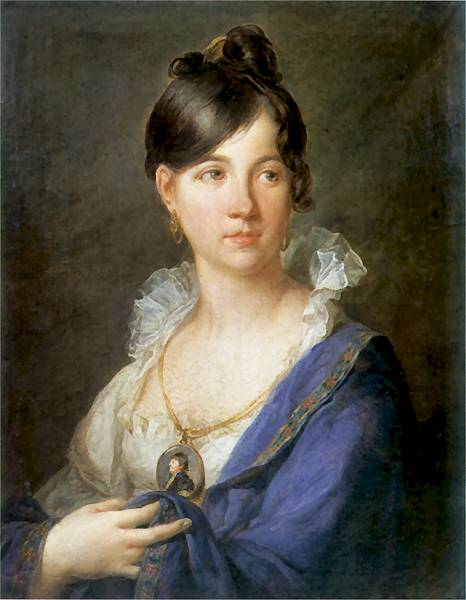
Франц Лампі. «Марія Магнущевська»